# До свитања
До свитања је макси сингл који је Владо Георгиев објавио 2007. године у издању Barba Music.
Као гости на овом синглу појављују се гитариста Доминик Милер и бубњар Вини Колајута, а пратеће вокале пева госпел хор под вођством Дениса Монтгомерија III.

## Списак песама
1. „До свитања“ feat. DMS Gospel Choir – 4:24
2. „Ти и ја“ – 5:11
3. „До свитања“ - club mix – 4:21